# Пардус перський
Пантера плямиста перська, або пардус перський (лат. Panthera pardus saxicolor) — підвид пантери плямистої (Panthera pardus), який мешкає в західній Азії. Загрожений підвид. Нерідко його називають "іранський леопард" (не плутати зі справжніми леопардами (рід Leopardus)).
Тепер розглядається в межах підвиду Panthera pardus nimr - Пардус арабський.

## Зовнішній вигляд
Перський підвид є одним з найбільших підвидів пантери. Довжина самця від 46 см до 83 см, вага - до 70 кг.

## Ареал

### Загальна характеристика ареалу
Пардус перський мешкає в Ірані, Азербайджані, Вірменії, Грузії, Туркменістані, Узбекистані, Пакистані, Таджикистані та північно-західному Афганістані. Іноді зустрічається на сході Туреччині. Живе в різних місцях, де є достатня кількість їжі і води.

### Поширення у різних країнах
- Вірменія: У Вірменії живуть в рідких лісах, посушливих, або гірських полях, а також в скелястих місцевостях. У 1950-1970 пардуси зазнавали особливого винищування у Вірменії.
- Азербайджан: Цей підвид пантери живе у південних областях Азербайджану, більш за все їх мешкає у горах Талиш, Нахічевань і Нагірного Карабаху.
- Грузія: тут мешкає невелика кількість пардусів. Перш за все живуть в густих лісах, рідше в рівнинах низовини області Какхеті.
- Іран: Найбільше пантер живе в Ірані, особливо в гірських пасмах Загросу.

## Живлення
Як і інші пантери, їсть гризунів, диких свиней, оленів, антилоп.

## Загрози вимирання
Цей підвид наражається на небезпеку, браконьєрство і торгівля хутром заборонені.